# Alkohole wielowodorotlenowe
Alkohole wielowodorotlenowe, alkohole polihydroksylowe, poliole – alkohole posiadające w swojej cząsteczce więcej niż jedną grupę hydroksylową (−OH). Są one zbliżone właściwościami do alkoholi monohydroksylowych. Można je podzielić, w zależności od liczby grup OH, na diole, triole i tak dalej. Cykliczne poliole, zawierające co najmniej 3 grupy hydroksylowe, noszą nazwę cyklitoli.
Alkohole wielowodorotlenowe roztwarzają niebieski osad wodorotlenku miedzi(II), tworząc granatowy kompleks z jonem Cu2+
. Jest to reakcja charakterystyczna. 

## Podział
- Alkohole cukrowe (cukrole, alditole); przykłady:
  - glikol (C2)
  - glicerol (C3)
  - erytrytol (C4)
  - ksylitol (C5)
  - mannitol (C6)
  - sorbitol (C6)
  - perseitol (C7)
  - wolemitol (C7)
  - beta-sedoheptiol (C7)

- Cyklitole; przykład:
  - inozytol (C6)

- Węglowodany (poza grupami hydroksylowymi zawierają grupę karbonylową); przykłady:
  - glukoza (C6)
  - fruktoza (C6)
  - sacharoza (C12)

## Występowanie poza Ziemią
Pod koniec roku 2001 zespół badaczy z Ames Research Center w Kalifornii ogłosił, że meteoryt z Murchison zawiera poliole.